# Транзит-1Бі
«Транзит-1Бі» (англ. Transit 1B) — американський випробувальний навігаційний супутник. Перший у світі навігаційний супутник. Перший запуск ракети-носія «Тор-Ейблстар», другий ступінь якої міг повторно увімкнути двигун в умовах космічного польоту для виведення за один запуск кількох апаратів на різні орбіти.
13 квітня 1960 року о 12:02:36 UTC з космодрому на мисі Канаверал ракетою-носієм «Тор-Ейблстар» було запущено апарат «Транзит-1Бі» і макет «Солрад». Апарат стабілізувався обертанням в польоті. Супутник було створено найперше для оновлення інерційних навігаційних систем ракет «Поларіс», розташованих на американських підводних човнах, згодом планувалось використання для цивільних завдань. Параметри орбіти супутника були відомі, наземні приймачі вираховували доплерівський зсув при передачі радіосигналу з супутника і таким чином визначалось розташування приймачів на Землі. На апараті було вперше випробувано прилад з магнітним моментом для забезпечення орієнтації супутника.
Апарат працював 89 діб і зійшов з орбіти 5 жовтня 1967 року.